# Große Chorasan-Straße
Die (Große) Chorasan-Straße war eine Fernstraße in West-Ost-Richtung im antiken und mittelalterlichen Persien. Sie war ein Teil der sogenannten Seidenstraße, die ein altes Netz von Karawanenstraßen war. Die Chorasan-Straße verband Mesopotamien mit Chorasan und von dort mit Zentralasien, China und dem Industal.

## Geschichte und Verlauf

### 3. Jahrtausend v. Chr.
Um 2300–1700 v. Chr. wurde die Straße als Handelsweg genutzt.

### Achämenidische Ära
In der achämenidischen Ära war die Straße als östliche Fortsetzung der Königsstraße anzusehen.
Die Strecke war wie folgt:
- Stadt Babylon
- Stadt Ekbatana (heute Hamadan), die Hauptstadt der Satrapie Medien
- Stadt Rhagä (heute Schahr-e Rey) in Medien[2]
- das kaspische Tor (heute Tang-e Sar-e Darra in der Nähe Schahr-e Rey)[3]
- die Satrapie Hyrkanien
- die Satrapie Parthien
- Stadt Baktra (heute Balch), die Hauptstadt der Satrapie Baktrien

Von Baktra führte eine Straße zum Industal.

### Abbasidische Ära
Die Straße wird in der Zeit der Abbasiden ausführlich beschrieben.
Die abbasidische Hauptstraße verband die Hauptstadt Bagdad mit der nordöstlichen Provinz Churasan. Die Strecke war wie folgt:

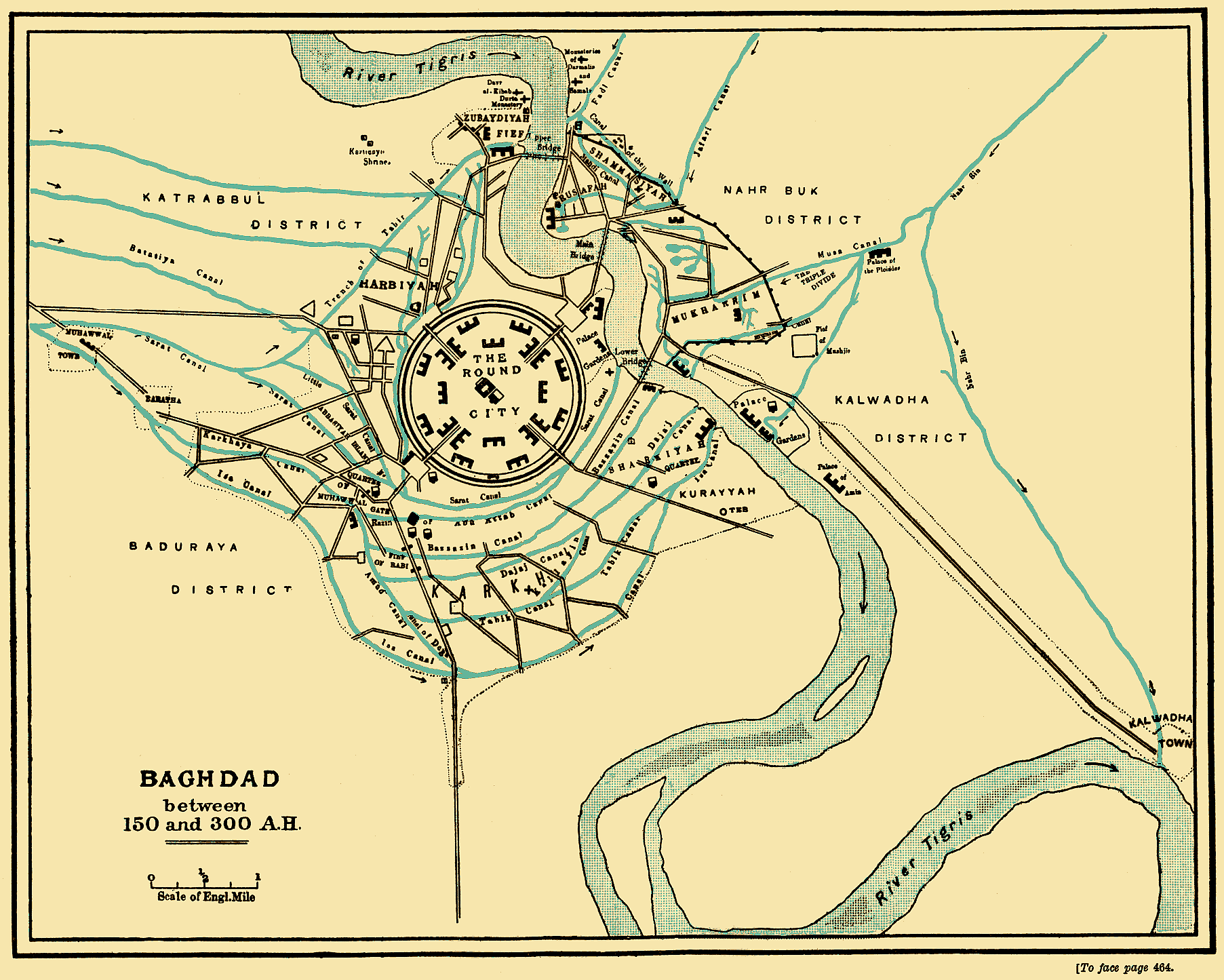
Bagdad und die Runde Stadt

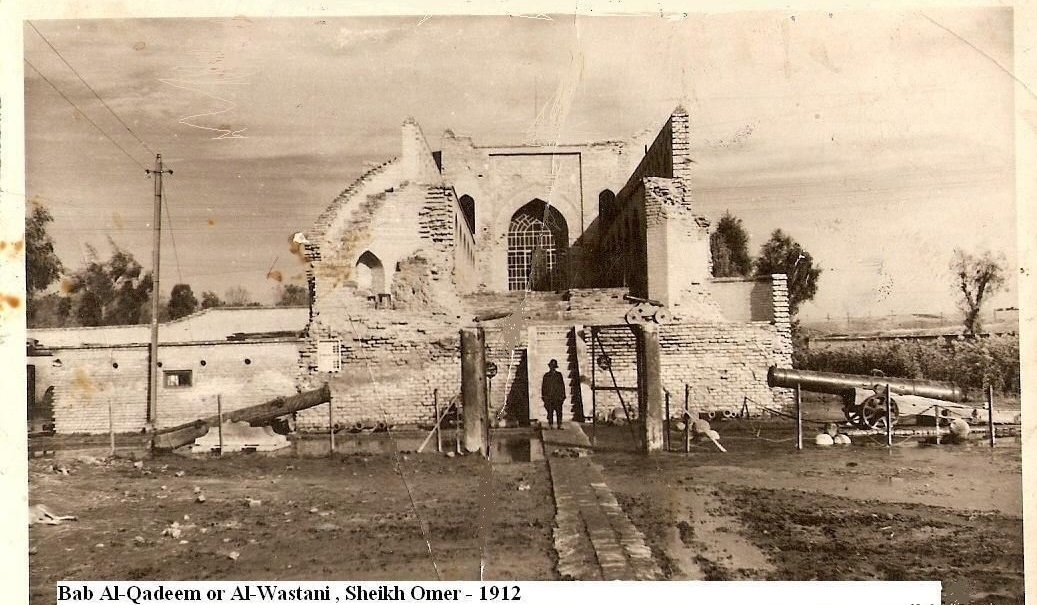
Bab al-Wastani, die Ruinen vom Churasan-Tor

- das Churasan-Tor der Runde Stadt Bagdad
- die Hauptbrücke Bagdads
- das Churasan-Tor Ostbagdads[4]

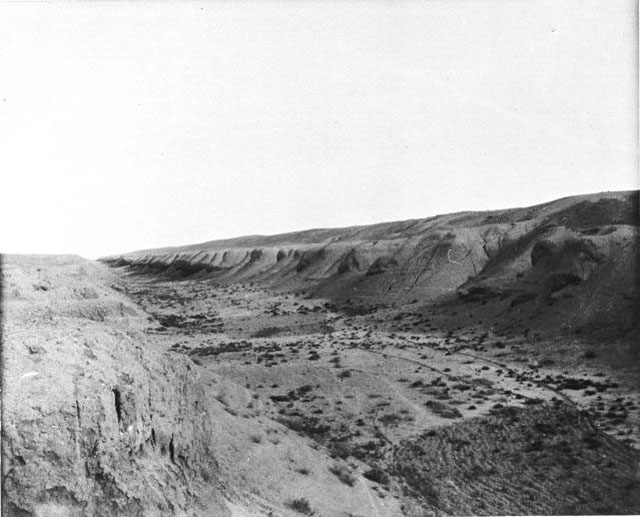
Nahrawan-Kanal im Jahr 1909

- Nahrawan oder Dschisr Nahrawan (جسر نهروان ‚Brücke Nahrawan-Kanals‘, heute Sifwa, ein Weiler), im Distrikt Tariq-i Churasan (طریق خراسان Ṭarīq-i Churāsān, ‚Straße nach Churasan‘) (bis 14. Jahrhundert n. Chr.)
- Ba'quba, die Hauptstadt Tariq-i Churasans (seit 14. Jahrhundert n. Chr.)[5]
- Daskara/Daskira (دسكرة)[6] oder Daskarat al-Malik (دسكرة الملك ‚Daskara des Königs‘, die sassanidische Stadt Dastagird)[7]
- Dschalaula
- Chanaqin

- Qasr-i Schirin[8]

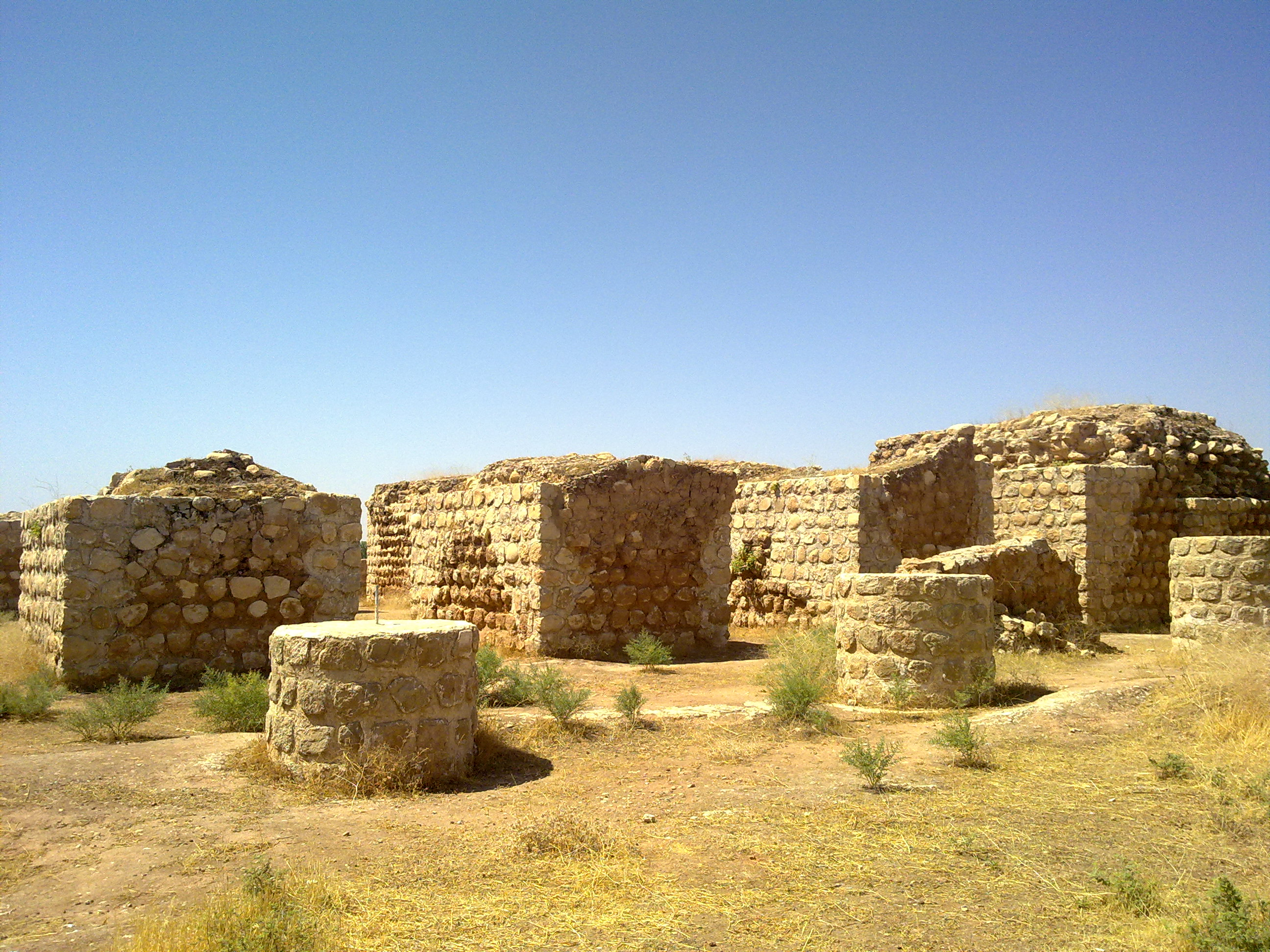
Ruinen von Qasr-i Schirin

- Stadt Hulwan (heute Sarpol-e Sahab) in der Provinz Dschibal.[9] Es war die letzte Stadt im Irak.[10]
- Madharustan (ماذروستان Mādharūstān), Ruinen eines Palastes vom sassanidischen Großkönig Bahram V.[11]
- Mardsch al-Qal'a (مرج القلعة ‚Schlossweide‘),[12] eine befestigte Stadt, in der Nähe der Stadt Kirind und des Dorfes Chuschan (خوشان Xūšān; verloren)
- Tazar (طزر) (= Qasr Yazid [قصر يزيد ‚Schloss Yazids‘]?)
- az-Zubaidiya (الزبيدية), heute Harunabad[13]
- Qasr 'Amr[14]
- Qirmisin (قرميسين) oder Stadt Kirmanschah[15]
- Qantara Maryam (قنطرة مريم) (laut Qudamat ibn Dscha'far)
- Mashama (مسحمة) (laut Qudamat ibn Dscha'far)
- al-Dukkan (الدكان) (laut Ibn Churdadhbih)

- Qasr al-Lusus (قصر اللصوص) (Kangawar)

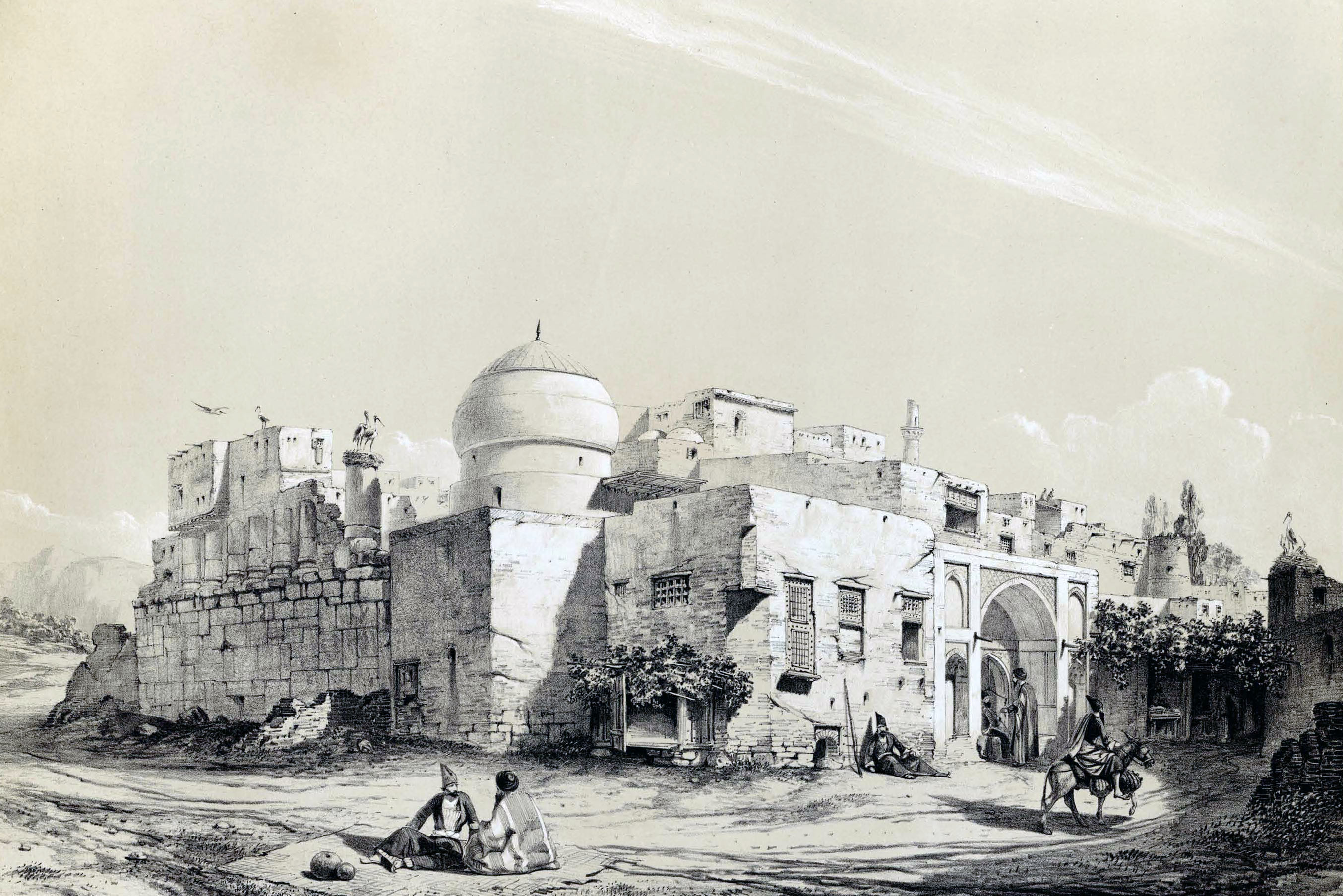
Kangawar im Jahr 1840

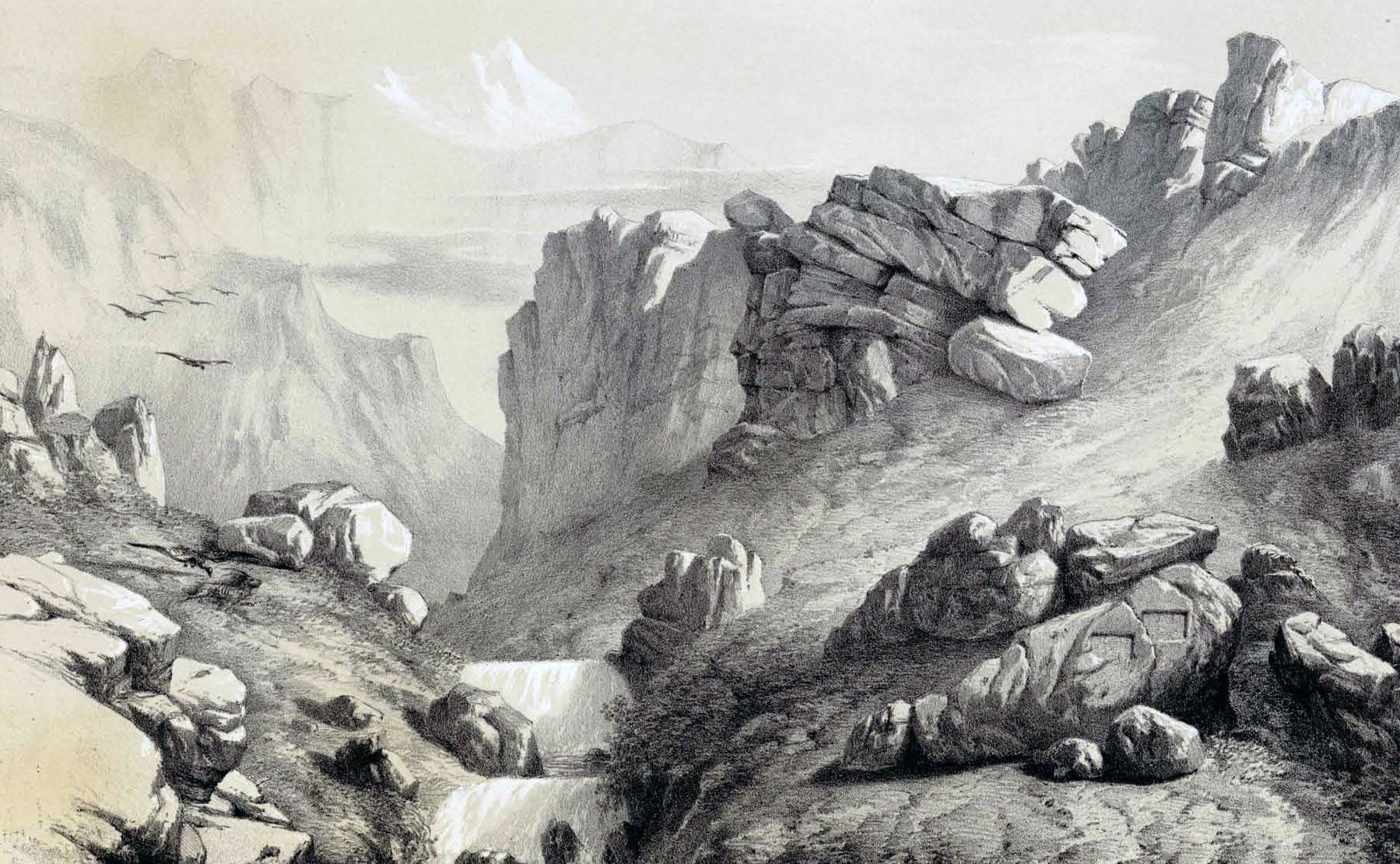
Berg Alvand nahe Hamadan im Jahr 1840

- die Poststation Chundad, in der Nähe des Dorfes Asadabad (أسداباد)
- Qariyat al-'Asal (قرية العسل ‚Honigsdorf‘)
- die Militärstation (جند Dschund) von Hamadan
- Stadt Hamadan (fehlt bei Ibn Churdadhbih)[16]
- Darira (دريرا)
- Buzanadschird (بوزنجرد)
- ? (اززة oder درة oder زرة)
- Tazara (طزرة)
- al-Asawira (الأساورة)
- ar-Rudha und ? (الروزة oder بوسة ورودة oder دروة وبوسة)
- Dawarabad (داوراباد)
- Susarbin? (سوسربين) (fehlt bei Qudamat ibn Dscha'far)
- Stadt Sawa
- Maskuya (مسكوية)
- Qustana (قسطانة)[17]

- Stadt ar-Rayy[18]
- Mufadhdhalabad (مفضلاباد)
- Afridin (أفريدين) oder Farruchdin (فرخدين)[19]

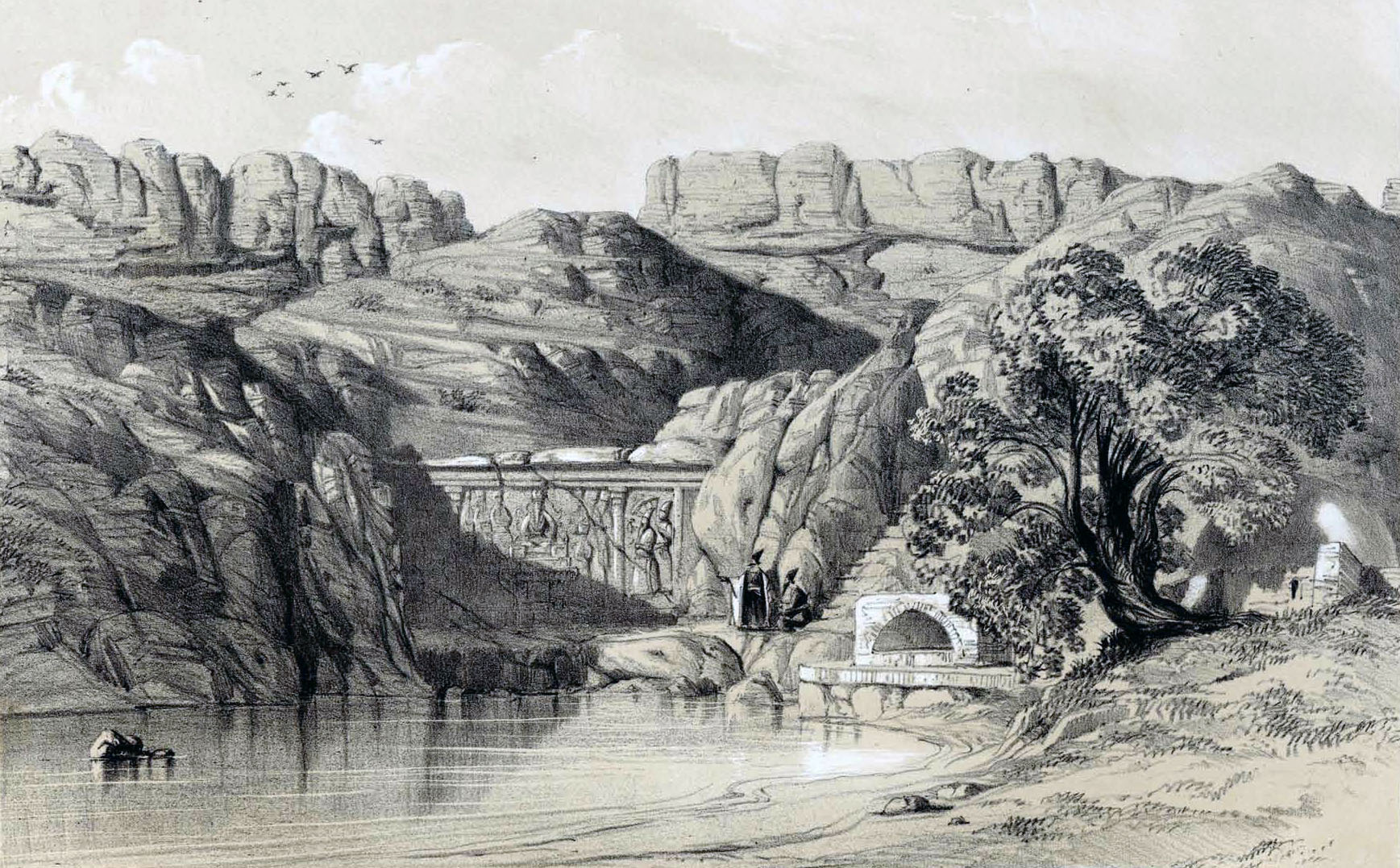
Ruinen von ar-Rayy, 1840

- Kast (كاست) (bei Ibn Churdadhbih, kommt Kast zuerst, dann Farruchdin)
- Kuhdih (كهده) oder Kuhandih (كهنده)[20]
- Stadt Chuwar in der Provinz Qumis
- Qasr al-Milh (قصر الملح ‚Salzschloss‘) oder Qariyat al-Milh (قرية الملح ‚Salzdorf‘)
- Ra's al-Kalb (رأس الكلب ‚Hundskopf‘), heute Dorf Lasgerd (Lasdscherd)
- die Mittelstation Siradsch (سيرج) (laut Qudama)
- Stadt Semnan
- ? (حزين oder احزين oder اجومن)

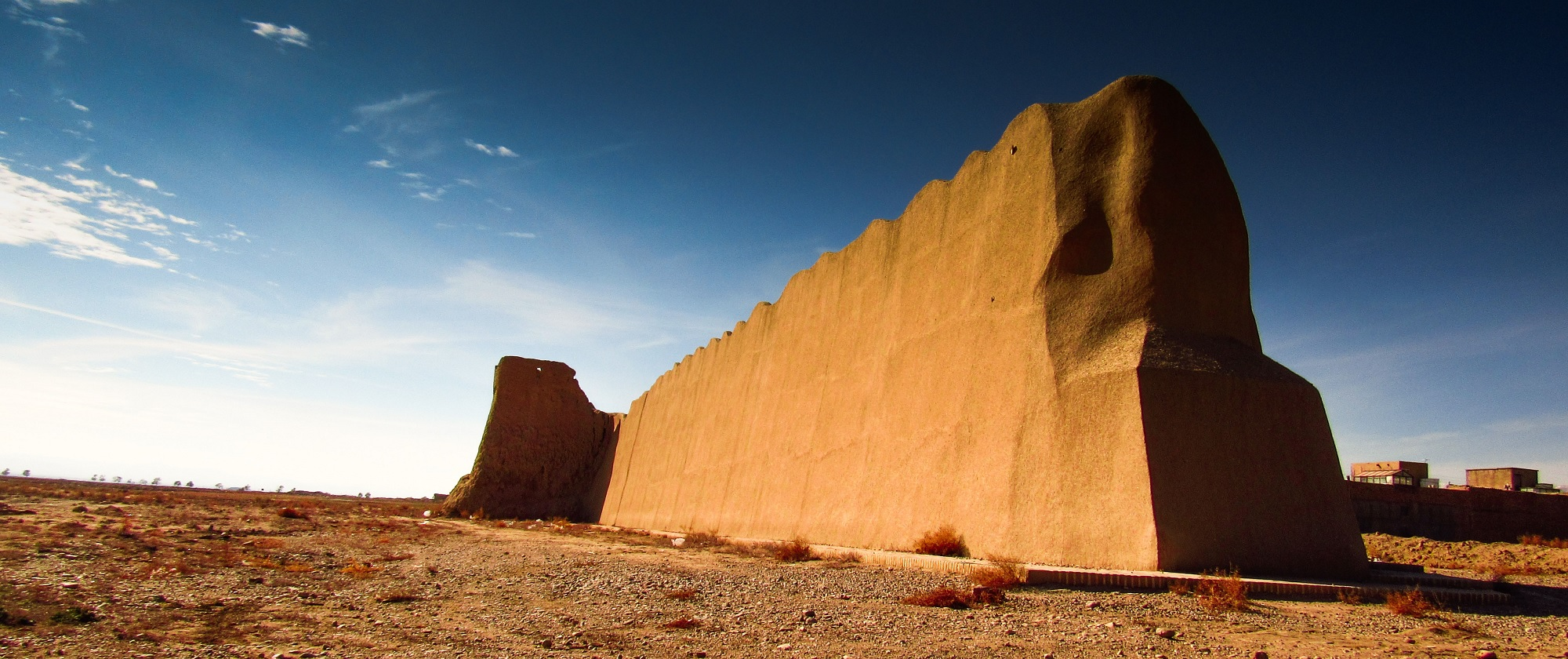
Ruinen von Divar-e Baru in Damghan

- Stadt Damghan oder Qumis. Qudama erwähnt Dscharm-Dschuy (جرمجوي oder جرم جوي ‚Warmquelle‘) und die Mittelstation Qaryat Daba (قرية دابة ‚Dorf Daba‘), dann Qumis. Nur sind bei al-Istachri zwei Stationen zwischen Semnan und Qumis: Aliabad und Dscharm-Dschuy
- Dorf al-Haddada (الحدادة ‚die Schmiede‘) oder Mihmandust
- Bistam
- Badhasch (بذش) = ? (حدين) = ? (كرمن). Vielleicht hieß das Dorf Badhasch und die Poststation Dscharin (*جرين).[21][22]

In der Provinz Churasan teilte sich die Churasan-Straße in zwei verschiedene Straßen:
- die nördliche Straße, die Karawanen-Straße genannt:
  - Dschadscharm
  - Azadwar im Distrikt Dschuwayn
  - Stadt Nischapur

- die südliche Straße, die Post-Straße genannt:
  - Murdschan (مورجان) (nur bei al-Idrisi)
  - Maymal (ميمل)
  - Haft-dar (هفدر)
  - Asadabad
  - Bahmanabad oder Mazinan (d. h. man kann in einem dieser Orte übernachten)
  - Stadt Bayhaq (heute „Sabzewar“ genannt)
  - Stadt Chusraudschird
  - Husaynabad (حسیناباد, nur bei al-Muqaddasi) = Dschisrabad (جسراباد, nur bei al-Idrisi)
  -  ? (نيسكند)
  - Stadt Nischapur[23][24]

Nach Dizbad (persisch دزباد Dizbād, ‚Festung des Windes‘), auch Qasr ar-Rih (arabisch قصر الريح ‚Windschloss‘) genannt, teilte sich die Straße nochmals in zwei Straßen. Die südwestliche Straße führte nach Herat und von dort durch weitere Straßen nach Ghor und Zarandsch. Die nordöstliche Straße führte wie folgt:
- Dorf al-Hamra' (قریة الحمراء ‚Rotdorf‘)

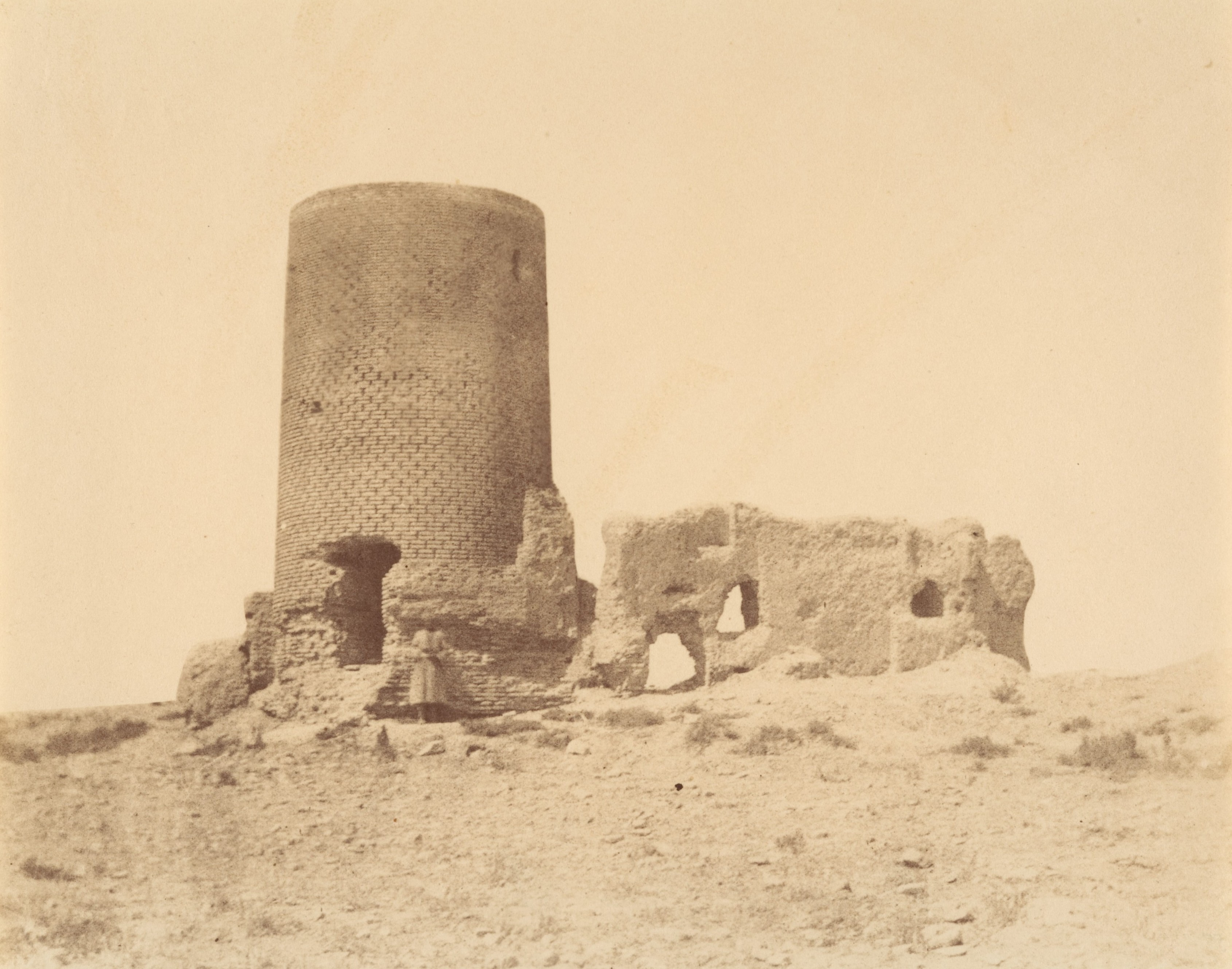
Ruinen von Tus

- Stadt Tus (Ibn Churdadhbih und Qudama) oder Maschhad (al-Muqaddasi)
- Nuqan (Ibn Churdadhbih und Qudama) oder Tabiran (al-Muqaddasi), beide waren die Hauptstädte vom Distrikt Tus
- Mazdaran
- Sarachs
- Qasr at-Tuddschar (قصر التجار ‚Schloss der Kaufmänner‘)
- Dandanqan (دندانقان)?

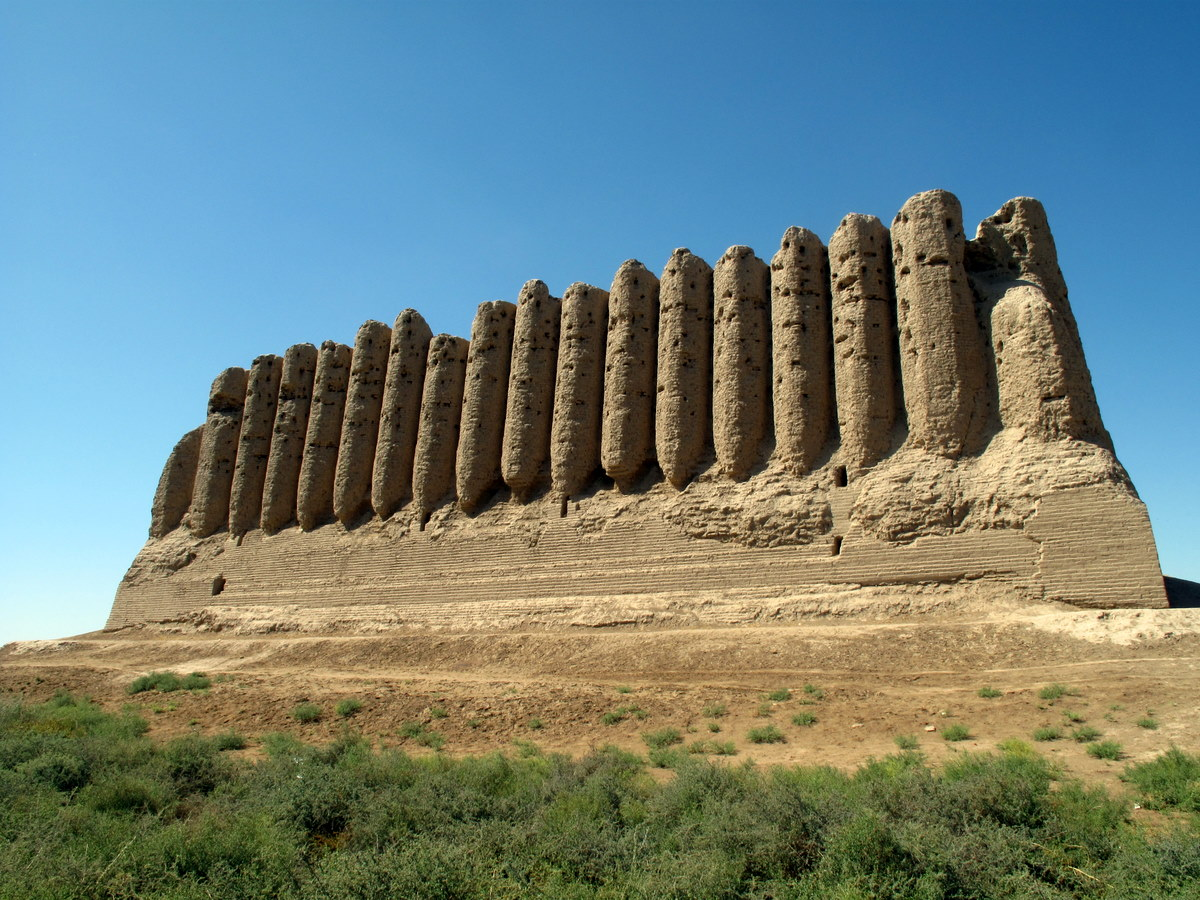
Ruinen von Merw

- Stadt Marw die Große (und Marw ar-Rudh)
- Kaschmahin (كشماهن, Kuschmaihan کشمیهن in Schahname), ein großes Dorf
- ad-Diwan oder al-Aywan
- ? (الطهملح)
- Mansaf
- al-Ahsa (الاحصا)
- Nahr Uthman oder Bir Uthman
- ? (العقيريل) (nur bei Qudama)
- Stadt Amul (heute Türkmenabat genannt)

- (Fluss Amudarja)
- Hisn Dscha'far (حصن جعفر ‚Festung Dscha'fars‘) oder Hisn Umm Dscha'far (حصن أم جعفر ‚Festung Umm Dscha'fars‘) durch die Wüste
- Baykand

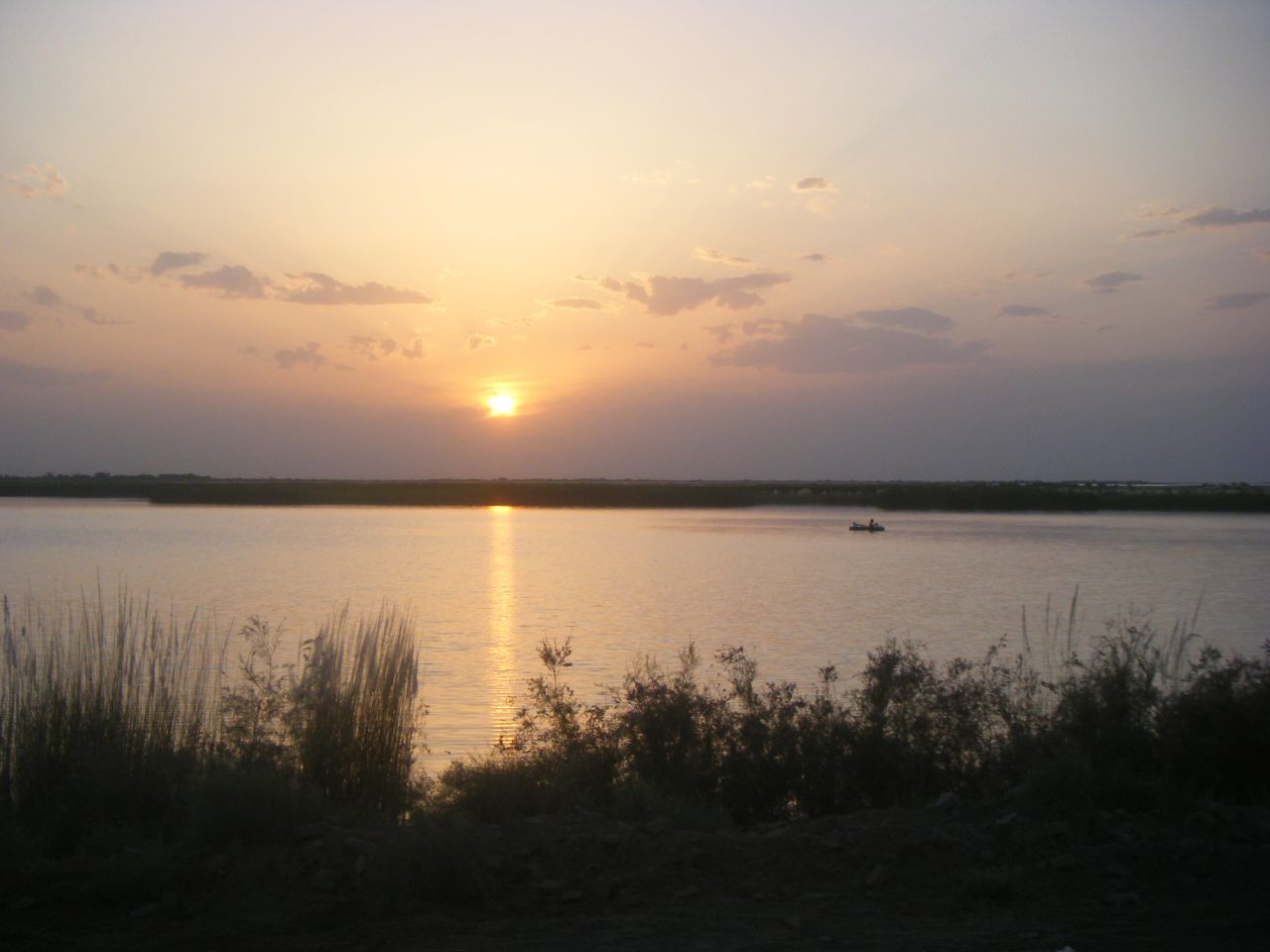
Fluss Amudarja

- Bab Hayit Buchara (باب حائط بخارا ‚Stadttor von Buchara‘; bei Qudama) oder Ribat von Buchara (bei Ibn Churdadhbih)
- Dorf Yasira (ياسرة; bei Qudama) oder Ma-Sals (ما سلس; bei Ibn Churdadhbih)

- Stadt Buchara
- Surgh (سرغ)
- Tawawis (طواويس)
- Kul (كول)
- Karminiya (كرمينية)
- Dabusiya (دبوسية)
- Arbindschan (اربنجن)
- Ruzman (رزمان)
- Qasr 'Alqama (قصر علقمة)

- Stadt Samarqand[26][27]
- Barkith (باركث)
- Dschasrifi (جسريفي)
- Fauraha (فورهة)

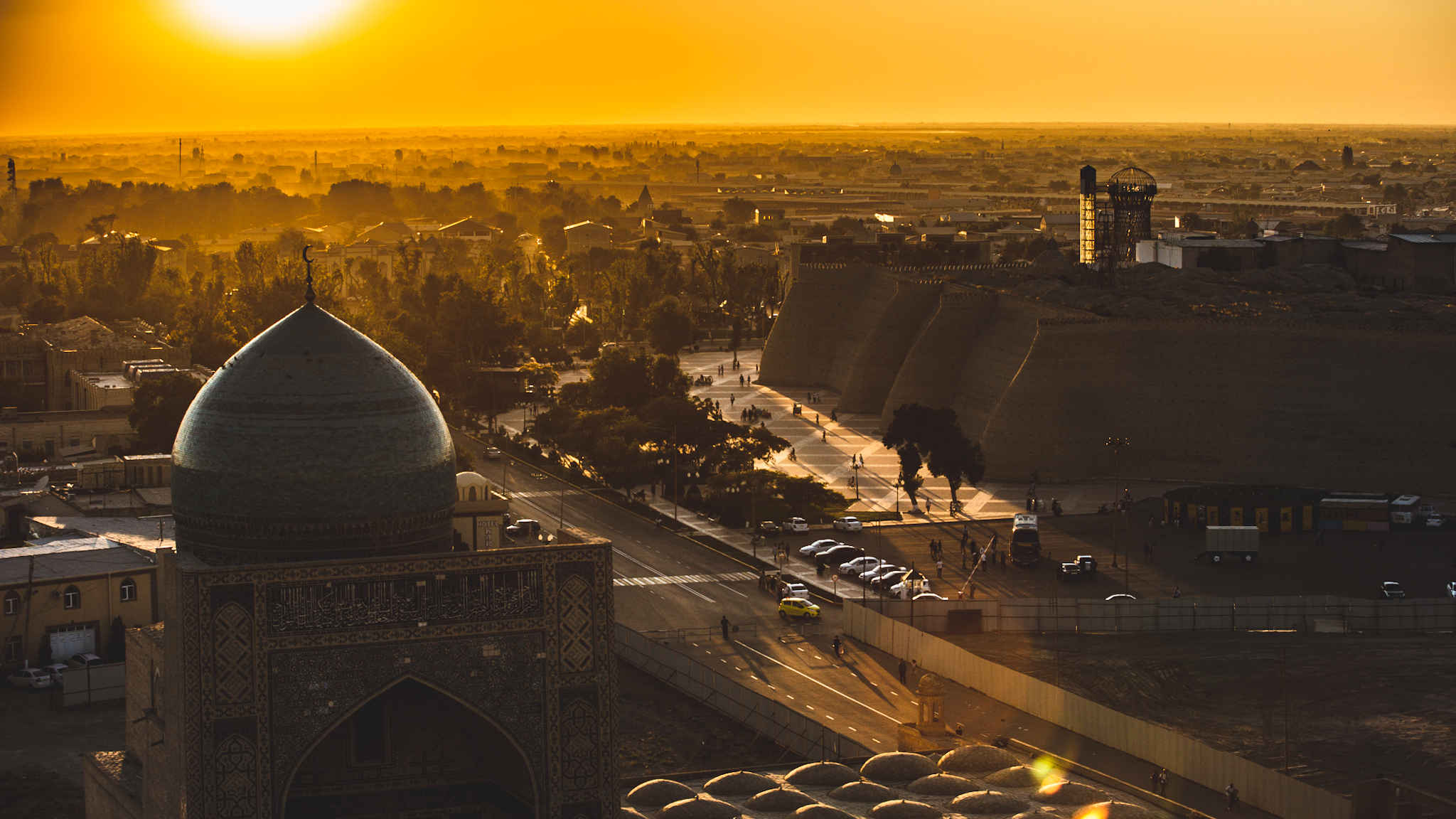
Buchara

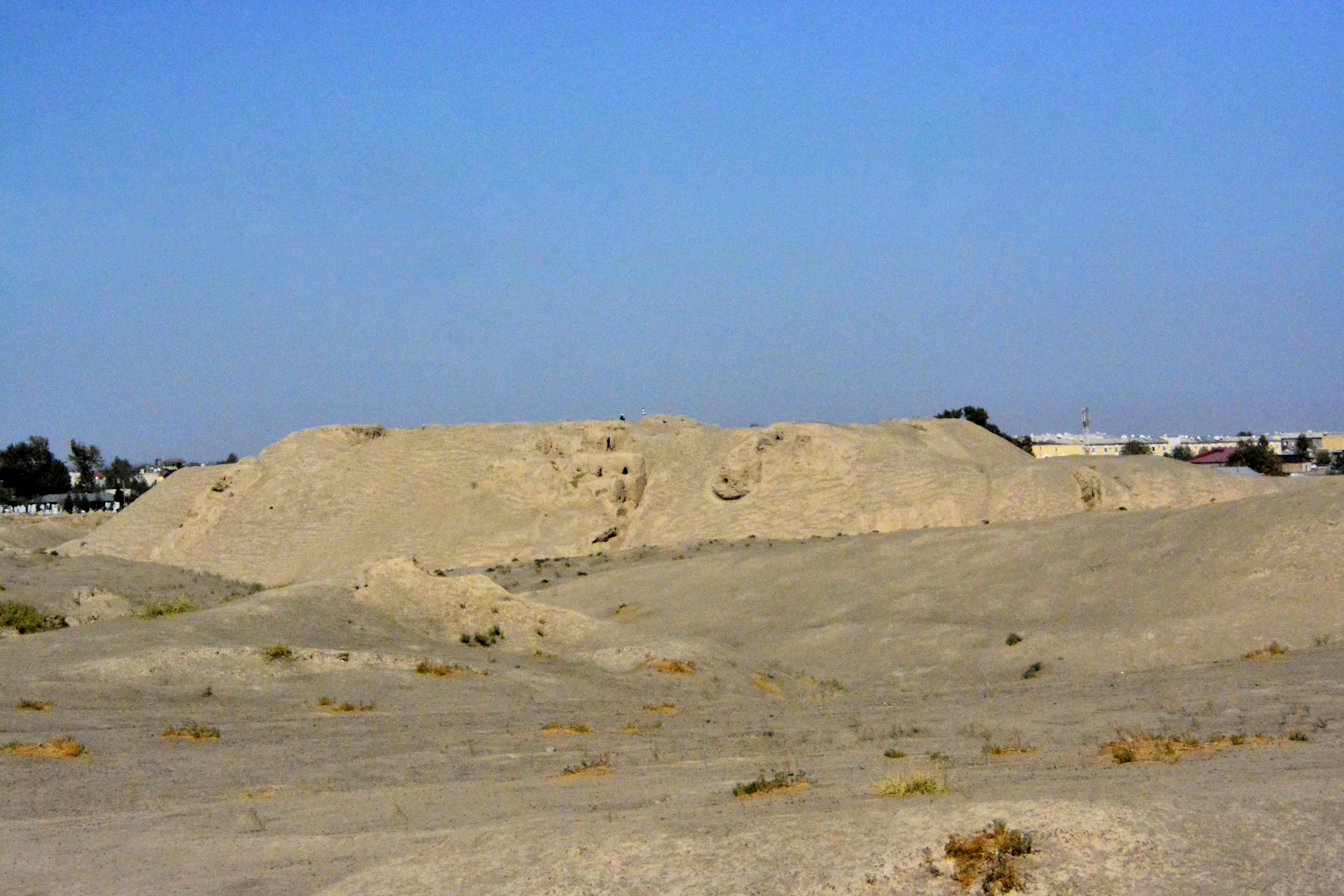
Ruinen von Samarqand

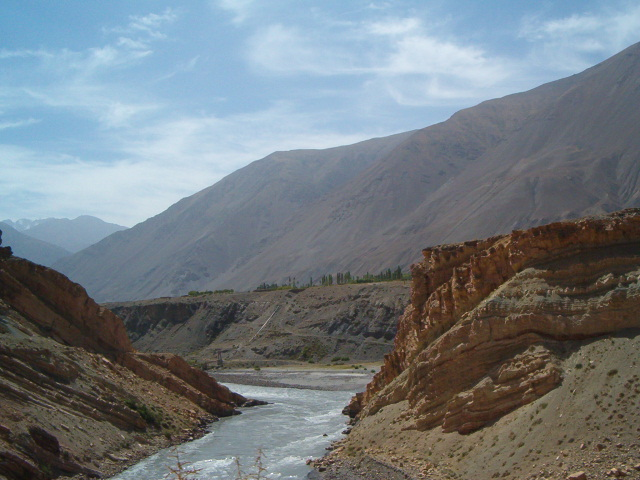
Fluss Serafschan

- der Fluss Sughd (heute „Serafschan“ genannt)
- Zamin in Usruschana[28]

Hier teilte sich die Straße nochmals: die nördliche Straße führte nach Schasch (heute Taschkent genannt), die östliche Straße zum Ferghanatal und China.
Von Marw ar-Rudh führten weitere Straßen nach Herat, Balch und Tirmidh (Termiz). Von Tirmidh führten weitere Straßen nach Tschaghaniyan, Chuttal, Buchara und Samarqand. Von Amul führte eine Straße nach Choresmien und zum Aralsee.